# Primula vaginata
Primula vaginata är en viveväxtart. Primula vaginata ingår i släktet vivor, och familjen viveväxter.

## Underarter
Arten delas in i följande underarter:
- P. v. eucyclia
- P. v. normaniana
- P. v. vaginata